# Erin (New York)
Pour les articles homonymes, voir Erin.
Erin est une ville du comté de Chemung, dans l’État de New York, aux États-Unis.